# Achmed Akkabi

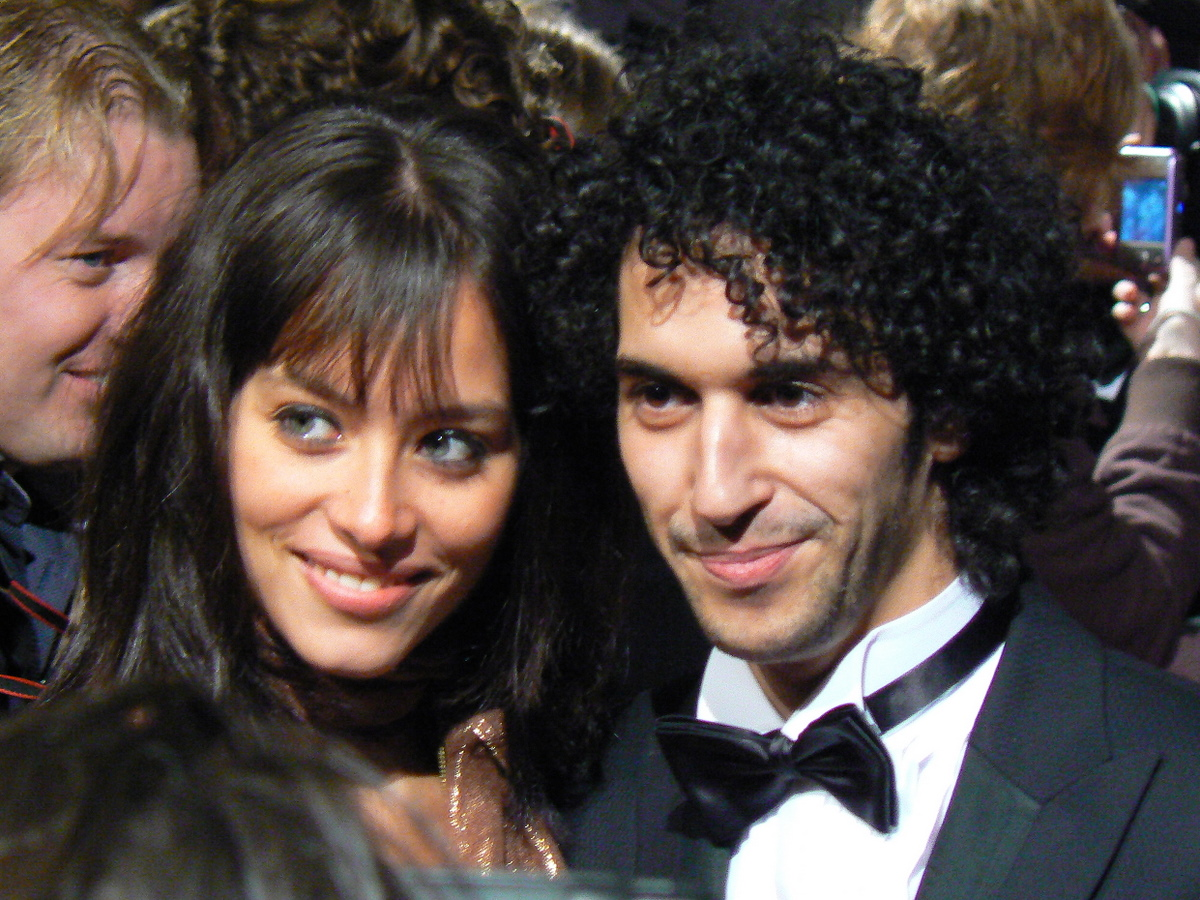
Achmed Akkabi mit Liliana de Vries, 2008

Achmed Akkabi (* 3. Oktober 1983 in Den Haag) ist ein niederländischer Schauspieler und Fernsehmoderator marokkanischer Herkunft.

## Leben
Akkabi absolvierte eine berufliche Ausbildung im Modehandel. Danach besuchte er Theaterworkshops. 2006 übernahm er die Rolle als JD in der belgisch-niederländischen Jugendserie Het Huis Anubis. Seine erste Filmrolle erhielt er 2007 in dem französischen Film Whatever Lola Wants. Am 14. Februar 2008 hatte der zweite Film, in dem er agierte, Alibi, Premiere. 2008 spielte die Rolle des Jamal in dem belgischen Film „Los“ von Jan Verheyen. In der Kindersendung Avro des niederländischen Fernsehens ist er als Moderator tätig.

## Filmografie
- 2006–2008: Het Huis Anubis (Fernsehserie)
- 2007: Whatever Lola Wants
- 2008: Alibi
- 2008: Cut Loose (Los)
- 2008: Anubis en het pad der 7 zonden
- 2011: rabat
- 2011: de president
- 2012: Moordvrouw